# Михайлівська вулиця (Кропивницький)
Михайлівська вулиця — вулиця в Кропивницькому. Пролягає від вулиці Андрія Матвієнка до Великої Пермської вулиці.
Вулицю перетинають вулиці Ігоря Замоцького, Степана Бандери, Шевченка, Театральна вулиця, Чміленка, Тараса Карпи, Гоголя, Преображенська, Покровська, Миколи Смоленчука; прилягають Студентський бульвар і вулиця Фісановича.

## Історія
Виникла наприкінці XVIII століття. Назва походить від імені першого царя Московського царства Романова Михайла Федоровича, 200-ліття від дня народження якого відзначалося 1796 року.
1924 року вулиця була перейменована на Зінов'єва. Прикметно, що на його честь було перейменоване і місто.
Та після вбивства у грудні 1934 року Сергія Кірова вулицю було перейменовано на його честь.
16 грудня 2014 року Кіровоградська міська рада перейменувала вулицю Кірова на честь архангела Михайла.

## Фотогалерея

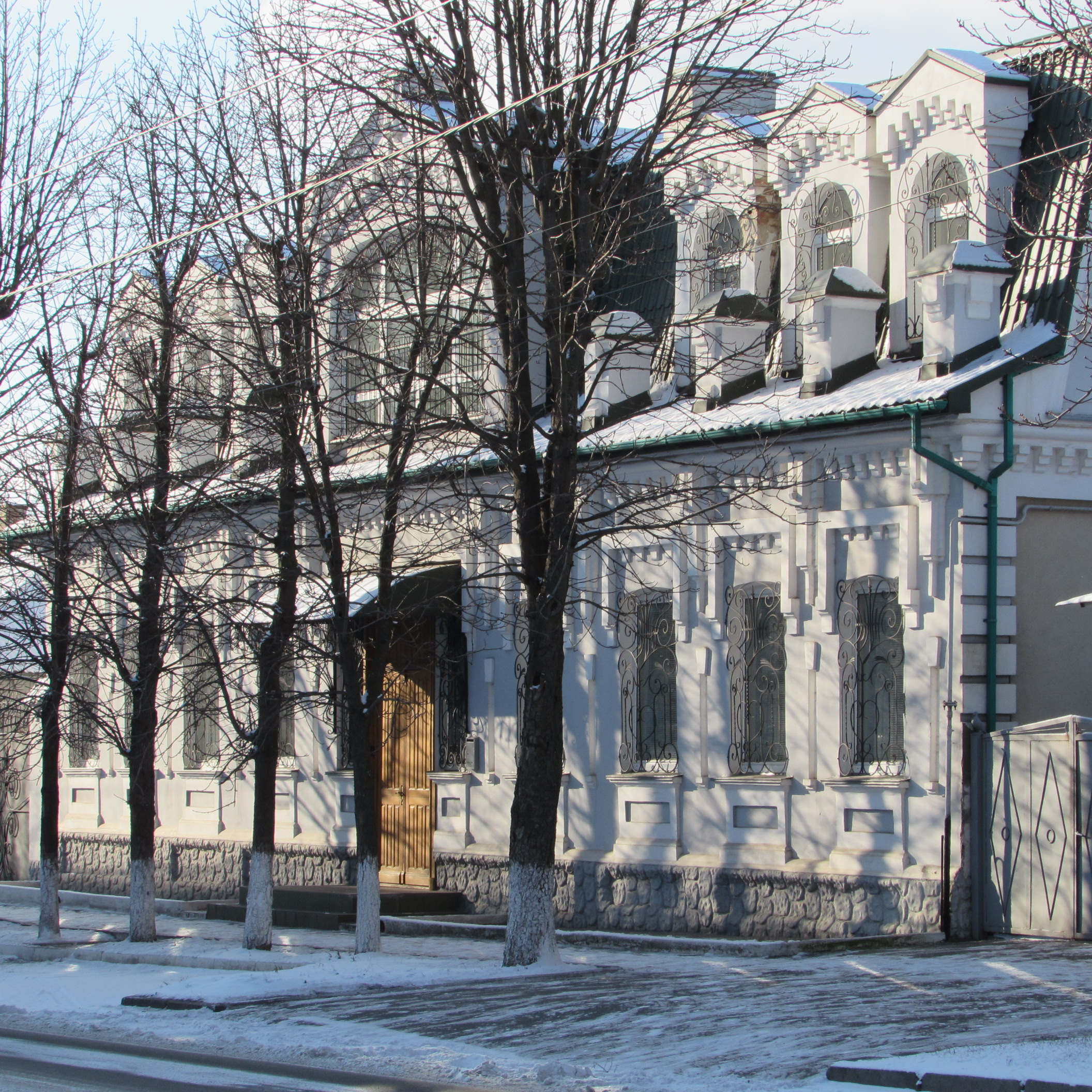
Михайлівська, 6.
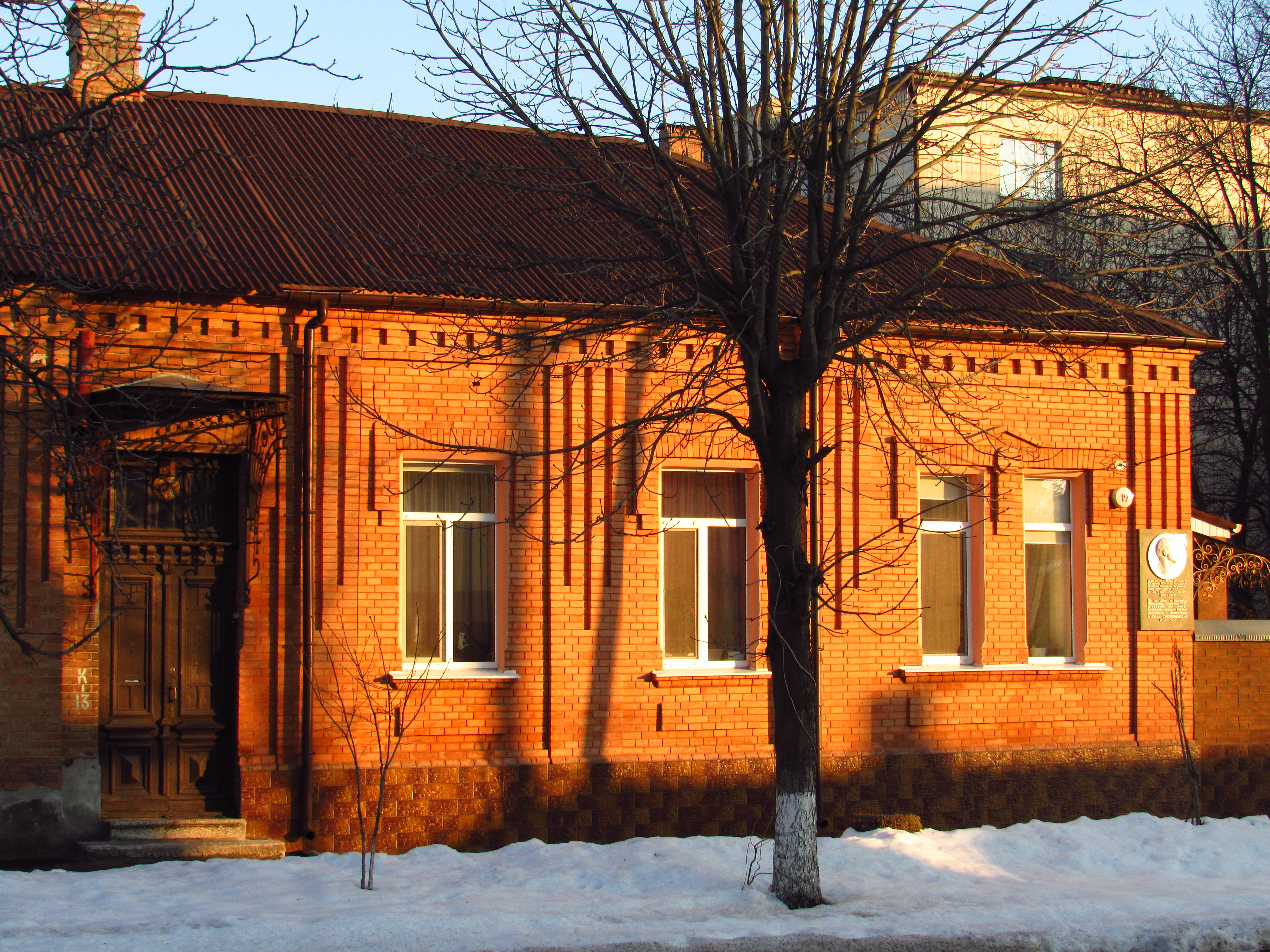
Житловий будинок. Михайлівська, 19
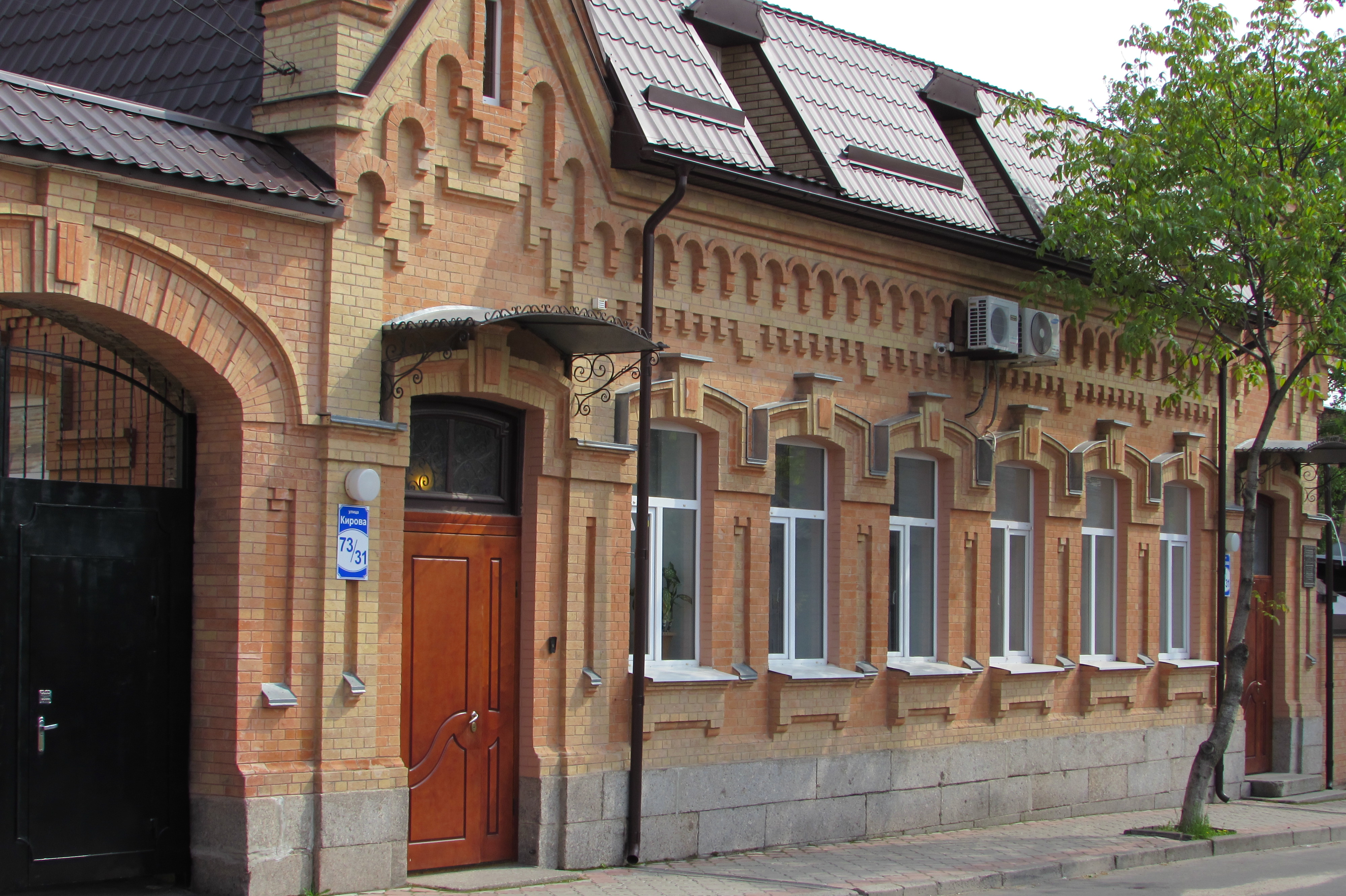
Михайлівська, 73 дріб 31

## Джерело
- Матівос Ю. М. Вулицями рідного міста, Кіровоград: ТОВ «Імекс-ЛТД»,2008, стор. 18

| Україна | Це незавершена стаття з географії України. Ви можете допомогти проєкту, виправивши або дописавши її. |